# Королевство Лотарингия
Королевство Лотарингия (лат. Lotharingia, regnum Lothariense) или Королевство Лотаря (лат. Lotharii regnum) — франкское государство в Центральной Европе, существовавшее в 855—870 и 895—900 годах.

## История
По итогам Верденского договора 843 года Каролингская империя оказалась разделена между тремя сыновьями покойного императора Людовика I Благочестивого. По его условиям территория будущей Лотарингии оказалась в составе так называемого «Срединного (Средне-Франкского) королевства», которым управлял император Лотарь I, старший из сыновей Людовика I. Лотарь умер в 855 году, оставив трёх сыновей, которые по результатам Прюмского договора разделили между собой владения отца. По его условиям северная часть королевства, расположенная между Западно-Франкским и Восточно-Франкским королевствами досталась Лотарю II. Его государство называлось «королевство Лотаря» лат. Lotharii regnum. Позже это название превратилось в Лотарингию; при этом разделе она приблизительно совпадала с прежней Австразией, занимая земли между Рейном, Шельдой, Маасом и Соной.

Каролингская империя после раздела королевства Карла Прованского 863 года

В 863 году умер младший брат Лотаря, Карл Прованский, не оставивший наследников, после чего его королевство было разделено между Лотарем и его старшим братом, императором Людовиком II.

Каролингская империя после раздела королевства Лотаря II по Мерсенскому договору 870 года

После смерти Лотаря II 8 августа 869 года, не оставившего законных наследников, Лотарингия стала предметом раздоров между Западно-Франкским королевством (Францией) и Восточно-Франкским королевством (Германией). Король Франции Карл II Лысый, узнав о смерти Лотаря, спешно короновался 9 сентября в Меце, ненадолго присоединив королевство к Франции. Но против этого выступил король Германии Людовик II Немецкий, заставив Карла пойти на уступки. 8 августа 870 года Карл II Лысый и Людовик II Немецкий договорились в Мерсене о разделе государства Лотаря II. В результате раздела Срединное королевство было расформировано, а граница между Францией и Германией прошла по бассейну Мозеля.
После смерти Людовика II 28 августа 876 года Карл воспользовался этим, захватив области, уступленные им брату в 870 году. Но сын Людовика II Немецкого, Людовик III Младший, выступил против Карла, разбив армию последнего 8 октября 876 года в сражении при Андернахе. Последовавшая за этим смерть Карла Лысого (6 октября 877 года) и смуты, последовавшие во Франции после смерти Людовика II Косноязычного 10 апреля 879 года, позволили Людовику Младшему в 880 году по Рибмонскому договору присоединить Лотарингию полностью к Германии.
Лотарингская знать не захотела признавать Мерсенский договор и последующее присоединение Лотарингии к Германии. Большинство объединилось вокруг Гуго, сына короля Лотаря II от признанного незаконным второго брака с Вальдрадой. Для достижения своей цели Гуго добился союза с норманнами, выдав свою сестру Гизеллу за викинга Готфрида. Но Гуго попал в плен к Карлу III Толстому, был ослеплён и сослан в аббатство Прюм, где и закончил свои дни.
После низложения в 887 году ненадолго объединившего в своих руках различные части империи Карла Великого Карла III Толстого Лотарингия осталась в составе Германии под управлением Арнульфа Каринтийского.
В 895 году Арнульф восстановил Лотарингское королевство, отдав его своему незаконному сыну Цвентибольду. Но против него выступила знать, которую возглавлял Ренье Длинношеий. Ренье вступил в союз с королём Франции Карлом Простоватым. В результате Цвентибольд был убит в одном из сражений 13 августа 900 года. Фактическим правителем Лотарингии стал Ренье Длинношеий, получивший в 903 году титул герцога Лотарингии. После этого существовало герцогство Лотарингия, которое в 959 году была разделена на Верхнюю и Нижнюю Лотарингию.

## География
В состав Лотарингского королевства входили самые известные части Каролингской империи, включая будущие Нидерланды, Лотарингию и Эльзас. Здесь находился имперский город Ахен, церковные резиденции Кёльн и Трир, а также известные своими виноградниками районы по Рейну и Мозелю. Также в него входили Саар, Люксембург, Валлония, Нижний Рейн и юг Нидерландов (области Маастрихт, Эйндховен, Бреда). В 863 году, после смерти своего младшего брата Карла Провансальского, Лотарь наследовал часть его земель (Лион, Вьенн, Гренобль, Оз).